# Pär Sundberg
Pär Sundberg (* 22. Oktober 1957 in Stockholm, Schweden) ist ein ehemaliger Kinderdarsteller, der durch seine Rolle des Tommy Settergren in den Pippi-Langstrumpf-Filmen bekannt wurde. 

## Leben und Wirken
In der deutschen Fassung der Spielfilme wurde er von Eva Mattes synchronisiert, in der Serienversion spricht Mattes Inger Nilsson als Pippi. Zwischen Spielfilm und Serie wechseln also Tommy und Pippi ihre Synchronstimmen.
1970, im Alter von 13 Jahren, beendete Sundberg seine Schauspielerkarriere und erlernte später einen kaufmännischen Beruf. Sundberg ist ledig und leitete in Malmö eine Instore-Marketing-Firma. Heute lebt er in seinem früheren Zweitwohnsitz im spanischen Alicante.

## Filmographie
- 1969: Pippi Langstrumpf (Pippi Långstrump) (TV-Serie, wurde in Deutschland erst 1971 gezeigt)
- 1969: Pippi Langstrumpf (geschnitten aus der Serie)
- 1969: Pippi geht von Bord (geschnitten aus der Serie)
- 1970: Pippi in Taka-Tuka-Land (Pippi Långstrump på de sju haven, Titel im Fernsehen: Pippi Langstrumpf und die Seeräuber)
- 1970: Pippi außer Rand und Band (På rymmen med Pippi Långstrump, Titel im Fernsehen: Mit Pippi Langstrumpf auf der Walze)
- 1973: Hier kommt Pippi Langstrumpf (Här kommer Pippi Långstrump) (wurde erst 1987 in Deutschland gezeigt, geschnitten aus der Serie)